# Zari Elmassian
Zaruhi Elmassian (Lynn, 12. listopada 1906. – Los Angeles, 6. veljače 1990.), također poznata kao Zari Elmassian, a kasnije kao Zaruhi Elmassian Vartian, bila je američka pjevačica. Poznata je po svom glasovnom radu na holivudskim mjuziklima 1930-ih, uključujući Čarobnjaka iz Oza.

## Rani život
Zaruhi Elmassian je rođena u Lynnu, Massachusettsu, kao kći Johna Elmassian i Satenig Aloojian Elmassian. Njezini su roditelji rođeni u Armeniji. Obitelj se preselila u Fresno u Kaliforniji kad se rodila njezina mlađa sestra Alice. Pohađala je Fresno State College, Sveučilište Južne Kalifornije, Eastman School of Music i Konzervatorij za glazbu Nove Engleske.

## Karijera
Pjevala je na radiju 1929., i s Operom San Francisca od 1930. do 1932., u produkcijama Hänsel und Gretel, Manon, Tannhäuser i Carmen. Kasnije je pjevala u Operi u Los Angelesu, te je bila zaposlena koncertna pjevačica i crkvena solistica u Kaliforniji, kroz 1930-e i 1940-e.
Izvodila je vokalne izvedbe za holivudske mjuzikle, obično bez zasluga, uključujući Sjajno je biti živ (1933.), Zločesta Marietta (1935.), Orchids to You (1935.), Evo za romantiku (1935.), Veliki Ziegfeld (1936), Charlie Chan u operi (1936), Maytime (1937), Sweethearts (1938), Djevojka sa zlatnog zapada (1938), Čarobnjak iz Oza (1939), i Broadway Serenade (1939). Također je bila glazbena direktorica Armenske apostolske crkve sv. Jakova u Los Angelesu i članica Dominant Music Cluba, ženskog kluba profesionalnih glazbenica.
Sa suprugom je glumila u glazbenoj melodrami na armenskom jeziku, Anoush (1945.), temeljenoj na djelu Hovhannesa Toumanyana, i operi Anoush Armena Dickraniana. Također su izdali ploču pod nazivom Armenske pjesme, a može ju se čuti i na drugom albumu, Oscar Levant Plays Levant & Gershwin.
Godine 1933. bila je na naslovnicama kad su je ispitivali o ubojstvu zubara Leona Sievera, obožavatelja njenog rada u Operi u Los Angelesu. Siever je bio osnivač i direktor Artists' Endowmenta, koji joj je dao stipendiju 1930.

## Osobni život
Elmassian se udala za filmskog montažera Setraga Vartiana 1942. u Las Vegasu, Nevada. Ostala je udovica kada je Vartian umro 1986., a umrla je 1990. u Los Angelesu, u dobi od 83 godine. Zajednički grob Vartianovih nalazi se na groblju Inglewood Park.

## Vanjske poveznice
- Zari Elmassian u internetskoj bazi filmova IMDb-a
- Fotografija iz 1939. naslovljena "Radio singer Zaruhi Elmassian" u kolekcijama Sveučilišta Washington